# Microstylum validum
Microstylum validum là một loài ruồi trong họ Asilidae. Microstylum validum được Loew miêu tả năm 1858. Loài này phân bố ở vùng nhiệt đới châu Phi.